# La llegenda del vent del Nord
La llegenda del vent del nord (títol original en basc: Ipar haizearen erronka) és una pel·lícula espanyola d'animació i aventures de 1992 dirigida per Juan Bautista Berasategi. Ha estat doblada al català.
Originalment, i a causa d'una qüestió legal, la direcció del film havia estat atribuïda només a Maite Ruiz de Austri i Carlos Varela, a pesar que va existir en el seu moment controvèrsia sobre aquest tema, i es va afirmar que aquests no havien realitzat la major part d'aquesta labor. Va ser produïda per la productora alabesa Episa Euskal Pictures Internacional que va comptar amb la col·laboració d'Euskal Media i Euskal Telebista. Iñigo Silva es va fer càrrec d'aquesta producció de 1991, basada en una idea original de Gregorio Muro.

## Sinopsi
Per a aconseguir les seves mans en una beina valuosa de balenes, Athanasius, un temerari europeu del segle XVII a Terranova intenta alliberar els poders del mític Vent del Nord, que estava atrapat en un atuell sagrat gràcies a un pacte secret compartit pels baleners bascos de San Juan de Pasajes i els indis Mi'kmaq de Terranova. Ara, el descendent d'aquells indis, Watuna, i els descendents d'aquells mariners bascos, Ane i Peiot, han de derrotar el malvat Athanasius abans d'aconseguir el seu propòsit.

## Repartiment

### Veus en basc (veus originals)
- Xabier Euzkitze... Narrador
- Xebe Atencia ... Pello
- Asun Iturriagagoitia ... Ane
- Luz Enparanza ... Watuna
- Xabier Euzkitze... Captain Galar
- Kepa Cueto ... Vent del Nord/Athanasius
- Xabier Ponbo ... Bakailu
- Aitor Larrañaga ... Martin
- Tere Jaioas ... El Mar

## Producció
El film es va dur a terme a Espanya sota el títol de treball de "Los Balleneros", abans de ser llançat al mercat en 1992 amb el títol de La llegenda del Vent del Nord.
Originalment, el film es va editar acreditant com a directors a Maite Ruiz de Austri i Carlos Varela, però Berasategi va demandar als productors per plagi, al·legant que la major part del film va ser realitzada sota la seva direcció, i que Ruiz de Austri i Varela havien rebut una atribució indeguda per un treball originalment seu. Berasategi va guanyar el cas i va rebre el reconeixement legal d'haver dirigit la pel·lícula. Aquesta sentència del judici es reflecteix en les últimes edicions del film, en el qual els directors que originalment apareixien en els crèdits han estat substituïts per Berasategi.
El conegut showman televisiu, webmaster, director, escriptor, productor i actor espanyol de cinema pornogràfic Torbe (Ignacio «Natxo» Allende Fernández) va treballar en el film com a dibuixant animador/assistent d'animació, i apareix en els crèdits finals com "Nacho Allende".
Al seu torn, aquesta pel·lícula va tenir una seqüela anomenada El regreso del viento del Norte (Ipar haizearen itzulera) en 1993. Igual que una sèrie de televisió que consta de 13 episodis de 20 minutos de durada.

## Controvèrsia sobre l'autoria del film
Balearenak (1991) és una pel·lícula dirigida per Juan Bautista "Juanba" Berasategi, que després de molts avatars va poder ser acabada gràcies a la productora EPISA, que l'havia comprat en 1990 per 64 milions de pessetes. Al no lliurar-la Berasategi, EPISA va haver d'aportar altres nombrosos recursos econòmics i humans per a completar-la.
La llegenda del vent del Nord va ser una versió de Balearenak, autoritzada pel Ministeri de Cultura, els guionistes originals i el propi director. Berasategi no hi va voler figurar com a tal, ja que segons ell aquesta versió era una mala còpia, amb materials rebutjats de l'anterior, i on només canviava la banda sonora. Per això la productora EPISA no el va incloure en els crèdits al costat dels altres dos directors, Carlos Varela i Maite Ruiz de Austri.
Berasategi va denunciar a Episa adduint que La llegenda del Vent del Nord era un bast plagi de la seva obra Balleneros, una pel·lícula d'aventures amb marcat accent ecologista de la qual ja parlava la premsa a principis de 1991. En sentència dictada per la Audiència Provincial d'Àlaba el 24 de març de 1999, declarada ferm pel Tribunal Suprem el 3 de maig de 2001, es va reconèixer l'autoria com a director a Juanba Berasategi admetent-se que va ser suplantat pels directors Maite Ruiz de Austri i Carlos Varela. Els fets es van presentar com a vulneració dels drets d'autor per realització de còpia o plagi.
Berasategi va passar a ser l'únic director reconegut de La llegenda del vent del Nord, malgrat la seva demanda per plagi no li va importar ser reconegut també com a director del plagiat, sent l'únic cas en què el plagiat no demana la destrucció de l'obra plagiària si no que l'assumeix com a autor, malgrat haver-la injuriat públicament.